# Antonella Attili
Antonella Attili (Roma, 3 de abril de 1963) es una actriz italiana.
En 1988 debutó en el cine. Ella es la madre del pequeño Totò en Nuovo Cinema Paradiso, dirigido por Giuseppe Tornatore. La película ganó el Gran Premio del Jurado en el Festival de Cine de Cannes y también ganó el Oscar a la Mejor Película Extranjera. Antonella todavía trabajará con Giuseppe Tornatore en Stanno todo bien y El hombre de las estrellas. La encontramos como amiga de Sandrine Bonnaire en Verso sera, de Francesca Archibugi. También participa en Il lungo silenzio de Margarethe von Trotta. 1994 es el año de Las declaraciones de amor de Pupi Avati, donde aparece entre los protagonistas junto a Angiola Baggi y Delia Boccardo. Incluso Anthony Minghella la quiere para un papel pequeño en The English Patient. La película de Stefano Incerti, Before sunset, merece la nominación para Nastro d'argento como actriz de reparto.
En 2001 Scola la dirigió como esposa de Castellitto en Competencia desleal. Vuelve a actuar para Scola en Qué extraño llamarse a sí mismo Federico donde interpreta a la prostituta Wanda. En 2001, protagonizó la película What You're Looking por Marco Simon Puccioni. Pero 2001 también es el año de Solino, la película de Fatih Akin donde interpreta a Eosa. Tiene varias participaciones en películas de jóvenes directores italianos como Ivano De Matteo (Los equilibristas), Francesco Lagi (Misión de paz), Michele Rho (Cavalli) y Giorgia Farina (Amiche da morire), demostrando que puede pasar fácilmente del drama a la comedia. Entre 2008 y 2010 interpretó a la madre de los libaneses en la serie de televisión Romanzo criminale dirigida por Stefano Sollima. Entre febrero y marzo de 2011 está en el Teatro Vascello de Roma con Mármol de la autora irlandesa Marina Carr, en la que interpreta el papel de Anne, para la dirección de Paolo Zuccari.
- Datos: Q455007
- Multimedia: Antonella Attili / Q455007